# 三星世界夜市
22°58′56″N 120°11′56″E / 22.982351°N 120.198837°E
三星世界夜市，簡稱三星夜市，是一流動型的夜市。位於臺南市中西區的三星世界社區中，曾屬於「三星世界商圈」的一部分，夜市已停止營業，然社區現今仍有商家及住戶在此營業或居住。

## 概況
地點位於中西區的五妃街、西門路一段、健康路一段包圍的一個社區內，於每週四、日營業。由於附近學區較多，故學生族群為主要客源。起源時間不會晚於1993年，但是大概到了2001年以後停止營業，曾被認為臺南三大夜市之一。
不同於臺南多數的夜市選擇在大型停車場、廟前或馬路上(多在台南縣)，三星世界夜市選擇在社區內商店街的行人步道經營，故與當地的商圈的發展緊密連結在一起。由於近年來面臨新加入的夜市競爭，以及無法解決停車問題，間接影響外地觀光客前來的意願，再加上附近部分住戶對環境髒亂、噪音的不滿，該夜市只能接受結束營業的命運。
三星世界夜市的動線不同於一般臺南的傳統夜市，有縱橫式的路線交錯著，主要的出入口面向西門路。除了在行人步道租位的攤商外，商店街的部分店面也有經營飲食、服飾。自夜市結束營業後，僅有零星的幾間店家留在社區內營業，繼續服務當地民眾，多數攤商則選擇轉往花園夜市、武聖夜市、小北成功夜市等大型夜市的陣營。

## 外部連結
- 三星世界商圈介紹[永久]
- 三星世界社區照片（页面存档备份，存于）
- 三星世界商店街介紹